# サターンI
サターンI（英語ではサターン・ワンと発音される。日本ではサターン1型（さたーんいちがた）ロケットと呼ばれるのが一般的である）は、アメリカ合衆国が特に地球周回軌道に衛星を乗せることを目的に開発した初めてのロケット（宇宙専用機）である。第一段は、新規に大きなエンジンを開発するのではなく、すでに完成されている小さいロケットエンジンを組み合わせる (clustered) ことによって大推力を発生させていることが特徴である。このクラスター方式は「技術の停滞だ」と批判されたこともあったが、サターンはこの方式が、より手堅くて融通のきくものであることを実証してみせた。
サターンIは、元々は1960年代において全世界を射程圏内に収める軍用ミサイルとなるべきはずのものであったが、実際には10機のみが、より強力な第二段ロケットを搭載したサターンIBが登場するまでの短期間、アメリカ航空宇宙局 (NASA) によって使用されただけだった。

## 歴史

### 起源
サターン計画は、アメリカ国防総省から出された「通信その他を目的とした次世代の衛星を軌道に乗せるための、より大きなペイロード（搭載能力）を持つロケットを開発せよ」という要請に応えるための、いくつかの案の中の一つとしてスタートした。この要請書は、当時は非公式の存在だった国防高等研究計画局 (Defense Advanced Research Projects Agency) が作成したもので、具体的には
1. 9,000kgから18,000kgの衛星を地球周回軌道に投入できるか、または
2. 2,700kgから5,400kgの衛星を脱出速度に到達させることができる

能力が求められていた。既存のロケットでは1,400kgの衛星までしか第一宇宙速度に到達させることはできなかったが、新しい強力な上段ロケットを搭載すれば、その能力は4,500kgにまで拡張できる可能性があった。いずれにしても1961年から1962年初頭の段階では、そのような上段ロケットは準備されておらず、いまだ要請に応えられるような状態ではなかった。
そんな中で、当時陸軍弾道ミサイル局 (U.S. Army Ballistic Missile Agency) に在籍していたウェルナー・フォン・ブラウン博士が率いる研究者チームは、1957年4月に国防総省の要請に対する研究を開始した。彼らの計算によると、必要とされる第一段ロケットの推力は、発射時において約6,700kNであった。空軍はすでにその線に沿って研究を開始しており、後にそれはサターンVの一段目に使用されるF-1エンジンとなって実現されることになるが、それでは国防総省が要請した期限にはとても間に合わない。そのためブラウン博士らは、出力を4,500kNにまで落として新型エンジンの実現の可能性を模索した。
もう一つの可能性として、当時すでにロケットダイン社が開発していた、推力36万 - 38万ポンド（163 - 171トン）を発揮するE-1エンジンを4基束ねるという方法（クラスター方式）があった。この方式ならば、新規にエンジンを開発することなく国防総省の要望に応えることができる。燃料タンクも既にあるジュピターIRBMの周囲を8本のレッドストーンSRBMで取り囲むという形にすることで、開発の時間を省略する。こちらの案のほうがより望ましいと考えられたので、1957年12月、ブラウン博士は「ミサイルおよび宇宙機に関する国家統合計画」という題名（単に『スーパー・ジュピター』と呼ばれるほうがよく知られている）で、この方式の概要を国防高等研究計画局に提出した。
この報告に基づき、クラスター方式の第一段の上に、アトラスかタイタンIのどちらかの第二段を搭載するなどのいくつかの提案がなされたが、当時はアトラスの生産のほうが最優先事項であり、流用できる機体は少なかったため、弾道ミサイル局はタイタンのほうが望ましいと考えた。
1958年2月に国防高等研究計画局が公的な機関になり、ブラウン博士の提案に対して一点だけ変更の要望が出された。新型ロケットの開発を速やかに実行段階に移らせるために、エンジンは完成後間もないE-1ではなく、信頼性の高い他のものを使用することである。弾道ミサイル局は、E-1エンジン4基の代わりに、ジュピターやソーIRBMに使用されているS-3Dを改良したH-1エンジンを8基搭載することで、この要望に速やかに応えた。この変更により、開発費は600万ドル、期間は2年間縮小できると見積もられた。ブラウン博士は、以前に宇宙計画に使用されたレッドストーンおよびジュピターミサイルを、それぞれジュノー1 (Juno I) およびジュノー2 (Juno II) と命名し、今回の多段式ロケットに関する提案をジュノー3 (Juno III)、ジュノー4 (Juno IV) と呼んでいたので、必然的にH-1エンジンに変更されたものはジュノー5 (Juno V) と呼ばれることになった。最終的に1958年から1963年までの間にかかった開発費は、総額で8億5000万ドル（2007年の貨幣価値に換算すると、約56億ドル）にのぼった。

### 計画の開始
提案の内容に満足した国防高等研究計画局は、計画を実行段階に移すよう指示した。1958年8月15日の日付が記された、14から59番指令書の中では、この計画の目的は以下のように記されている。
「既存のロケットエンジンを組み合わせることにより、約150万ポンド（2,038トン）の推力を持つロケットを開発せよ。なお本計画の直接の目的は、1959年の終わりまでに巨大ロケットを発射して、国威を発揚することにある」
続く1958年9月11日には、ロケットダイン社がH-1エンジンに関する作業の契約を獲得した。9月23日には、国防高等研究計画局と陸軍造兵局ミサイル司令部 (Army Ordnance Missile Command, AOMC) は計画の範囲を拡張し、
「国威の発揚に加え（中略）この計画は、1960年9月頃までに推進飛行試験を準備する段階にまで拡張するべきであるということに、ここに至って合意する」
という内容の追加の合意書を作成した。さらにまた、彼らは陸軍弾道ミサイル局に対し、より小型の3種類のロケットを開発することを要請した。
ブラウン博士は、このデザインは他の推進システムにとって優秀なテストモデルになるかもしれないと感じ、大きな望みを抱いていた。彼はジュノー5の使用法について、宇宙兵器の研究・開発のための運搬手段というアウトラインを描いていた。宇宙の軍事利用については、すでに各軍事機関によって様々な構想が出されていた。たとえば航法衛星（海軍）、偵察・通信・気象衛星（陸・空軍）、あるいは空軍の有人実験飛行や、陸軍の6,400km以上の長距離における兵站のサポートなどである。ブラウン博士はまた、ジュノー5 を彼の構想する有人月飛行計画「ホライゾン」において、月飛行のための基地として使用することも提案していた。15機のジュノーを使用して90,000kg以上もの基地を地球周回軌道上に建設し、そこから月に向かう、というものである。
またこの時点において、この計画の名称には「Jupiter（木星）」の次に来るものとして、「Saturn（土星）」も並行的に使用されていた。国防高等研究計画局は、ある初期の文書で「史上初の旅客機であり、航空業界で現在でも息長く使用されているダグラス DC-3のように、サターンは史上初の真の宇宙機になるだろう」と述べている。1959年2月には、この計画の名称は公式に「サターン」と変更された。

### NASAの参入
1958年7月29日、混在する重量級ロケットの開発計画を将来に向けて一本化するために、NASAが組織された。その時点で、陸軍はサターン、空軍は宇宙発射システム (Space Launching System, SLS) という、それぞれ異なる計画を持っていた。SLSは、様々な発射形態や搭載物重量に応えるために、固体燃料式のブースターや液体酸素・液体水素を燃料とする上段ロケットといった共通のモジュールを組み合わせて使用するというものである。それぞれのグループは、また独自の有人月飛行計画を進めており、陸軍弾道ミサイル局のホライゾン計画は地球周回軌道ランデブー方式によって巨大な月ロケットを建設するというものであり、空軍のルネックス計画 (Lunex Project) はSLS方式によって最大級のロケットを作り、一気に月まで行ってしまおう、というものであった。これに対してNASAの技術者たちが独自に計画していたのは、ノヴァ (Nova) という巨大ロケットを使って直接月まで行くというもので、空軍の構想と同じものであった。
そこでこれらの混在する計画を比較検討するための委員会が立ち上げられ、フォン・ブラウン博士が議長に任命され、どれが最も適切な方法であるのかを検討し報告するよう要請された。これを受け7月18日に提出された報告書は、冒頭でアメリカの宇宙計画がそれまでいかにぞんざいに扱われてきたのかを批判し、ソ連の宇宙計画は明らかにアメリカより先んじているということを指摘していた。
報告書はまた 初期のヴァンガード (Vanguard) から始まり、 ジュノー、アトラスやタイタンなどの大陸間弾道弾、 サターンのようなクラスター式ロケット、そして究極的には F-1エンジンを組み合わせて600万ポンド（2,718トン）もの推力を発揮する機体へと続く、ロケットの開発に関する過去から将来への5つの世代の構想を描いていた。さらにそれらのロケットが使用可能になった段階で、1961年までに4人が滞在できる小型宇宙ステーションを建設し、 1965年から66年までにクラスター式ロケットを使用して人間を月面に到達させ、1967年までに50人が滞在できる大型宇宙ステーションを建設し、 1972年までに大型ロケットを使用してより大がかりな月面探査を実行し、1973年から74年にかけて、恒久的な月面基地を建設し、1977年までに有人惑星間宇宙船を発進させるという、今後の有人宇宙計画の概略も示していた。
12月には陸・海・空軍すべてのグループが出席して、おのおのの計画案について報告した。翌年1月6日に、NASAはその中から特にブラウン博士の案を強く推薦し、1月の終わりには開発計画の概略案を完成させた。その中では、ジュノー5やノヴァと同様、ヴェガ (Vega) ロケットとセントールロケットを上段に使用することが予定されていた。ヴェガはNASAがデザインしたものにおよそ匹敵する性能を持っていたが、後に上段ロケットのアジェナに関する秘密が漏洩したことにからんでキャンセルされた。

### 計画の危機
サターンの開発計画は順調に行なわれているように見えた。H-1ロケットが陸軍弾道ミサイル局に到着したのは1959年4月のことで、燃焼試験は5月に行なわれた。ケープカナベラル空軍基地の第34発射台が建設されるのは、この年の6月のことであった。
1959年6月9日、国防総省調査技術局長官のハーバート・ヨークは、突如としてサターン計画の中止を表明した。誰も予期しないことであった。後に彼はその理由について、「この計画には、国防高等研究計画局が実際に計画を進行させるよりも多くの予算が使われているという懸念があり、また既存の大陸間弾道弾を改良したほうが、より短期間に要求される能力を持つロケットを開発できると考えられたからだ」
と説明している。これに対し陸軍弾道ミサイル局長官のジョン・B・メダリスは、
「この時私の鼻には、何か生臭いものが感じられてならなかった。私は猟犬を放つように、我々の身の回りで何が起きているのか、そして我々は誰と競合すべきなのかを慎重に見極めようとしていた。そして我々は、空軍が我々の知らないところで、サターンとは完全に異なる新型ロケットの提案をしていたことを知った。それはタイタンロケットのエンジンを、一段目ロケットが離陸するのに必要な推力が得られるまで性能を向上させ、複数組み合わせることにより、ダイナソア・ロケットのエンジンとして使用するというものであった。このロケットは、『スーパー・タイタン』あるいは『タイタンC』などと命名されていた。この計画は特に急がれていたものではなかったが、しかしながらこのタイタンCを二段あるいは三段ロケットにしてしまったほうが、我々がすでに何か月もかけて作業しているサターンよりも、よほど早く発射できるのではないかというクレームが寄せられた。この当時はコストよりも日程のほうがよほど重視されていて、そしてそれは悪く言えばプロパガンダとして利用されていたのだ」
と証言している。この突然のキャンセルに対し、国防総省と国防高等研究計画局のメンバーたちは独自に覚え書きを提出して対抗した。だがこの時、陸軍とNASAは新型ロケットに関するいかなる必要条件も持ってはいなかった。1959年9月16日から18日にかけて会合が持たれ、ヨークとドライデンはサターンの将来について再調査を行い、タイタンCとノヴァの役割についても議論した。結果は意外なもので、ヨークは中止を延期し、短期間ながら資金の援助を継続することに同意した。しかしながら同時にNASAは、陸軍弾道ミサイル局のメンバーを引き継ぎ、国防総省の援助なしに開発を継続することにも同意した。三軍の協力を得られなければ、開発計画そのものが危機に瀕してしまうのではないかというのがNASAの懸念であった。
会合は次の週にも継続して行われ、その結果新たな合意が引き出された。サターンの開発は、弾道ミサイル局のフォン・ブラウンのチームが主導して開発を継続することと、全体の機構はNASAの指揮下に置かれるということである。1960年3月15日には、弾道ミサイル局はマーシャル宇宙飛行センターと名称を改め、NASAの下部組織に位置づけられた。

### 上段ロケットの選択
1959年7月、国防高等研究計画局から上段ロケットに関する新たな要求が出された。二段目ロケットのエンジンに、液体酸素と液体水素を使用する推力2万ポンド（9トン）のより強力なエンジンを使用し、第三段ロケットのエンジンには、セントールロケットに使用されているより高性能化されたものを使用せよ、というものである。この変更について、メダリスは以下のように述べている。
「我々は財政に関わる四つの問題点を指摘し、そしてそれは受け入れられるところとなった。第二段を製作するに当たり、我々はそのロケットの直径を、タイタンの一段目と同じ120インチに合わせなければならない。ところでロケットのタンクなどの主要な構造物を組み立てる際、その作業をするための工場にかかる設備費は、多くの場合、ロケットの直径によって左右される。長さはそれほど問題にはならない。我々が指摘した四つの問題点とは、1) 燃料タンクを機体内部でどのように分割するのか、2) 内部構造をどのように補強するのか、3) 大推力のロケットエンジンを機体底部にどのようにして取りつけるのか、4) 直径の違うロケットをどのようにして接合させるのか、という点であったが、これらのことは、技術的にはさほど問題があるわけではなかった。それよりも問題なのは直径を変更するということで、それが設備・コスト・時間についての最も主要な問題になると考えられた。その後また突然、第二段に関する作業を一時中止せよとの指令が出た。青天の霹靂であった。この計画全体にかかる費用と時間を見直し、なおかつ第二段の直径を160インチに拡大せよというのである。この指令にはヨーク博士が関わっていたようで、彼は先に『タイタンの一段目と同じ120インチに合わせよ』という指示を出しておきながら、それとは全く矛盾する、ダイナソア・ロケットの将来的な需要を強調したそうである。彼はまた、サターンのデザインを空軍が計画するものに変更することが可能であるかどうかという質問まで提出してきた。我々は衝撃を受け、呆然としたが、こんなことは日常茶飯事だった」
12月には、NASA、空軍、国防高等研究計画局、陸軍弾道ミサイル局そして国防総省から出向してきたメンバーたちは、シルバースタイン委員会 (Silverstein Committee) の管轄下に置かれた。その中でフォン・ブラウン博士は「上段ロケットには液体酸素・液体水素を燃料とするロケットを使用するべきだ」と主張し、委員会は当初は不安視していたものの、やがてブラウン博士に説得されるところとなった。ひとたびこの変更がなされると、NASAの計画は、ようやく軍の干渉から完全に自由になった。
委員会はロケットの形態についていくつかの異なる案を提示し、研究者たちを大まかに三つのグループに分け、それぞれの案を担当させた。Aグループが担当したのは、以前に提出されたサターンのデザインと内容は同じで、最もリスクが低いものである。その中でさらに、「タイタンロケットを第一段、セントールロケットを第二段に使用するもの」をA-1、「第一段をタイタン以外のロケットのクラスター方式にするもの」をA-2と呼んだ。B-2のデザインは、前記のA-2で第一段に4機のH-1ロケットを使用するものである。最後に、上段ロケットのエンジンに液酸・液水ロケットを使用するC型ロケットの案が三種類あった。そのうちC-1のモデルは、既にあるS-I を第一段に使用し、第二段には推力15,000 - 20,000ポンド（6.8 - 9.0トン）のエンジンを4基搭載したS-IV、第三段にはセントールのエンジンを2基搭載した、今日ではS-Vという名で知られるロケットを乗せるというものである。C-2のモデルは、第一段に推力150,000 - 200,000ポンド（68 - 90トン）のエンジン2基を搭載した新型ロケットS-IIIを使用し、第二段にS-IVまたはS-Vを使用するものである。最後にC-3のモデルは、第一段にS-IIIと同じエンジン4基を搭載したS-IIロケットを使用し、第二段にはS-IIIまたはS-IVを使用するというものである。C案はAおよびB案に比べ、相互に交換が可能であるという点や、様々なペイロードに対する要求に応えることができるという点で、より優れていると考えられるようになった。

### サターンの実現
皮肉にも、上記の多数のデザインの中でS-IVだけは委員会の報告に描かれてはいなかった。開発のスケジュールを合わせるために、第二段にはセントールのエンジンを6基搭載した「新」S-IVロケットが使用されることになった。性能的には、原案の出力を向上させたエンジンを4基搭載したものとほぼ同じであった。なおロケットというのは、小さいエンジンを多数搭載するよりも、大きいエンジンを少なく搭載したほうがより能率的で信頼性は高まるものである。このため、後にはより高性能なJ-2エンジンを一基だけ搭載したS-IVBロケットが開発されることになった。S-IVBは後にアポロ宇宙船を打ち上げるなど、計り知れないほど重要な役割を果たすことになる。
タイタンCは結局実現されることはなく、空軍はかわりに固体燃料補助ロケットを搭載して推力を増強したタイタンIIを開発した。さらにそれを改良したタイタンIIIは、国防総省によって長く使われ続けることになった。タイタンIIIはサターンIBとほぼ同じ打ち上げ能力を持ちながら、製作や発射にかかる費用はサターンIBよりも安いのである。しかも有人月飛行計画のためだけに設計されたサターンに比べ、タイタンIIIは多様な衛星を搭載できる柔軟性を持っていた。この柔軟性という点を考慮に入れると、上記のサターンに関する様々な計画案は次々と脱落していき、最終的にS-Vの形を変えたサターンVだけが生き残ることになった。
サターンIで打ち上げられた主な搭載物はアポロ宇宙船の実物大模型だったが、X-20ダイナソア (X-20 Dyna-Soar) や、月飛行計画のためのジェミニ宇宙船を打ち上げることが検討されたこともあった。

## 詳細

### サターンI 基礎データ
| 要素               | 第一段 (S-I)        | 第二段 (S-IV)       | 第三段 (S-V)        |
| ------------------ | ------------------- | ------------------- | ------------------- |
| 全長 (m)           | 24.48               | 12.19               | 9.14                |
| 直径 (m)           | 6.52                | 5.49                | 3.05                |
| 総重量 (kg)        | 432,681             | 50,576              | 15,600              |
| 空虚重量 (kg)      | 45,267              | 5,217               | 1,996               |
| エンジン           | H-1×8基             | RL-10×6基           | RL-10×2基           |
| 推力 (kN)          | 7,582               | 400                 | 133                 |
| 比推力（秒）       | 288                 | 410                 | 425                 |
| 比推力（kN・s/kg） | 2.82                | 4.02                | 4.17                |
| 燃焼時間（秒）     | 150                 | 482                 | 430                 |
| 酸化剤 / 燃料      | 液体酸素 / ケロシン | 液体酸素 / 液体水素 | 液体酸素 / 液体水素 |

### 第一段 (S-I)

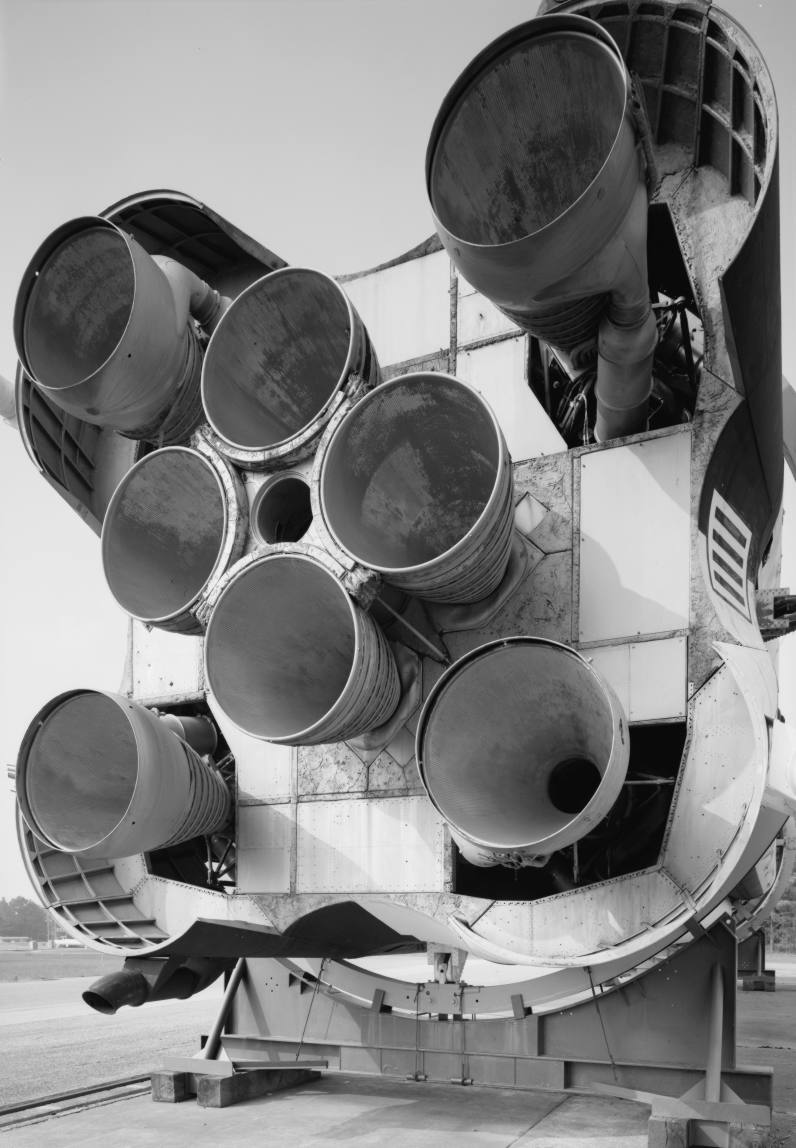
マーシャル宇宙飛行センターで実験台にセットされるS-I

S-Iは、H-Iエンジンを8基搭載している。本体はジュピター・ロケットのタンクの周囲を8本のレッドストーン用のタンクが取り囲むという形で構成されており、中央のジュピターのタンクには液体酸素が搭載され、外周のレッドストーンのタンクのうち、白く塗られたものは液体酸素、黒く塗られたものはケロシンが搭載される。エンジン8基のうち、中央の4基は固定されており、周囲の4基はジンバル（首振り）機構を持っていて、ロケットの軌道を制御する。また底部には、姿勢を安定させるための翼も8枚搭載されている。

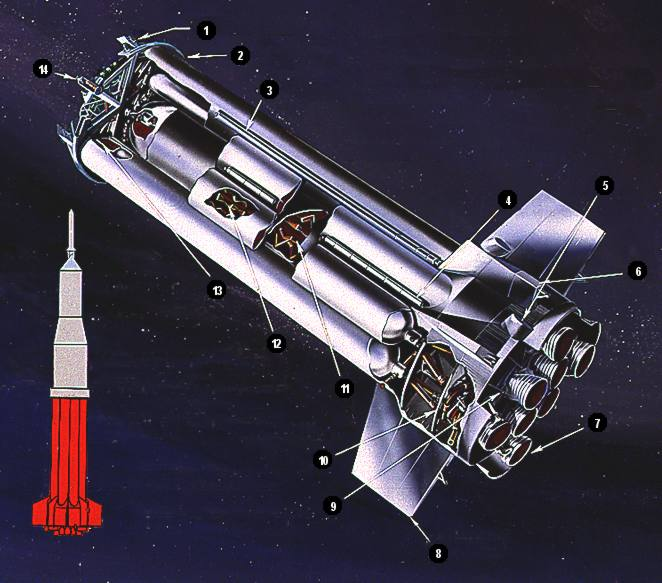
S-I 図解

仕様
直径：6.52m
エンジン：H-1（8基）
推力：724トン（7.1 MN）
燃料：ケロシン約155m3
酸化剤：液体酸素約250m3
燃焼時間：2分30秒
到達高度：68km

### 第二段 (S-IV)

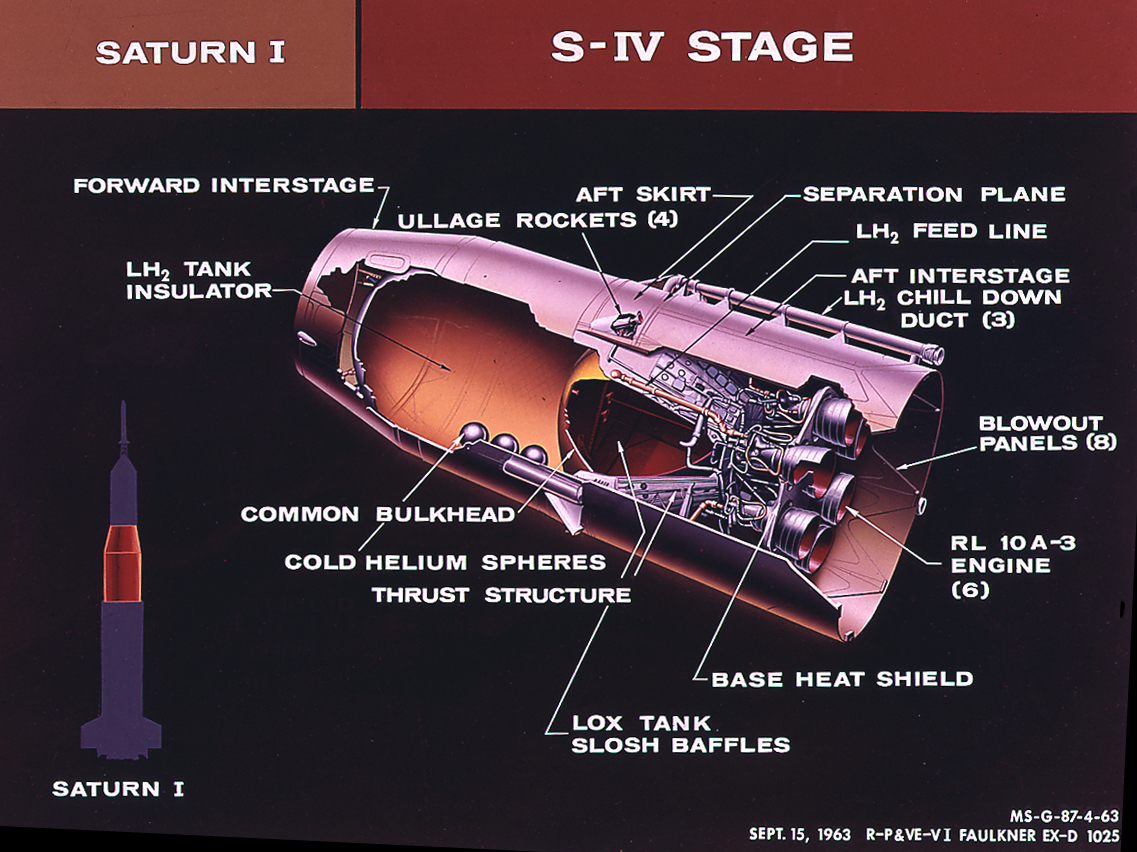
S-IV 図解

S-IVは6基のRL-10エンジンを搭載した大型ロケットで、それぞれのエンジンはジンバル機構を備えている。液体酸素と液体水素のタンクは直接仕切られており、これによって約10トンの重量を削減している。
仕様
全高：12.19m
直径：5.49m
エンジン：RL-10（6基）
推力：400kN
燃料：液体水素
酸化剤：液体酸素
燃焼時間：約410秒
到達高度：450km以上

### サターンI 自動制御装置

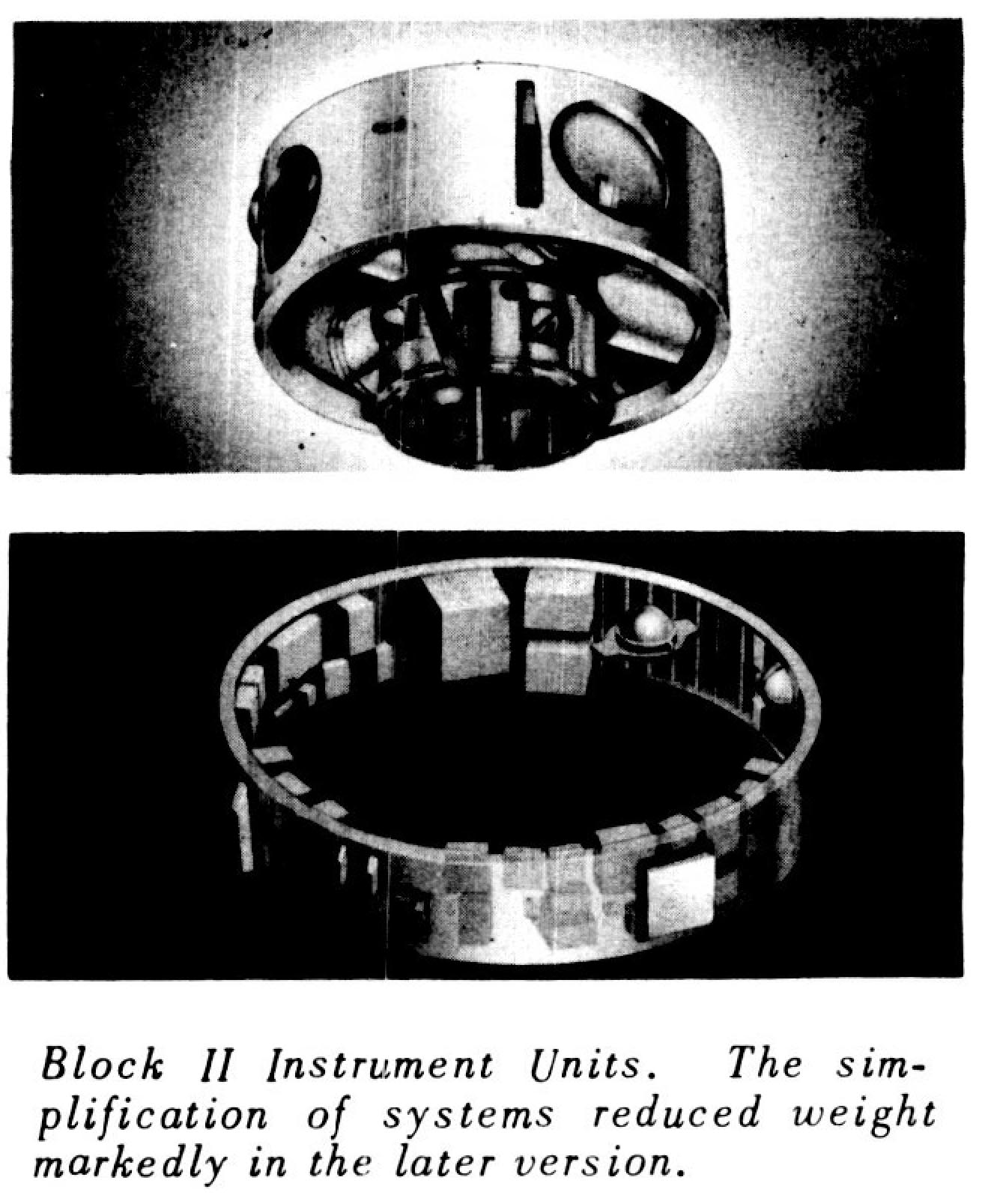
自動制御装置バージョン1（上）とバージョン2（下）

サターンIの第一期生産型（アポロSA-1からSA-4まで）では、自動制御装置は第一段S-Iの上部に設置されており、姿勢安定装置にはレッドストーンにも搭載されていたST-90が使用されていた。初期の4回の飛行では弾道飛行が行われ、地球周回軌道には乗らなかった。また第二段にはジュピター・ロケットの先端部分がダミーとして搭載され、第一段と分離することはできなかった。
続く第二期生産型（アポロSA-5からA-105まで）では二種類の上段ロケットが搭載され、地球周回軌道に到達した。最初のSA-5では、自動制御装置はS-IVの上部に独立して搭載された。初期型は直径3,900mm、高さ1,500mmで、設計と製作はマーシャル宇宙飛行センターによって行なわれ、航法・データの送受信・軌道の追跡・電源などの装置が、円筒の中に放射状に区画された気密容器の中に設置されていた。この装置はSA-5からSA-7まで使用され、続くA-103からA-105では、直径は同じながら高さを860mmに縮小し、気密容器のかわりに円周の内壁に装置を取りつけて重量を削減した改良型が使用された。
航法コンピューターには、IBM製のASC-15が使用されていた。自動制御装置の役割は、文字どおりロケットの飛行を自動的に制御することであるが、同時に後の飛行に役立てるために地上にデータを送信する装置も搭載されていた。ST-90姿勢安定装置はSA-5とSA-6の第一段に使用された能動的制御装置で、ST-124はSA-6以降のミッションで継続して使用されることになる、ロケットにかかる加速度や、ロケットの姿勢を計測する装置であった。自動制御装置には、発射前に機器をそろえるための光学用窓が設置されていた。

## サターンIの発射

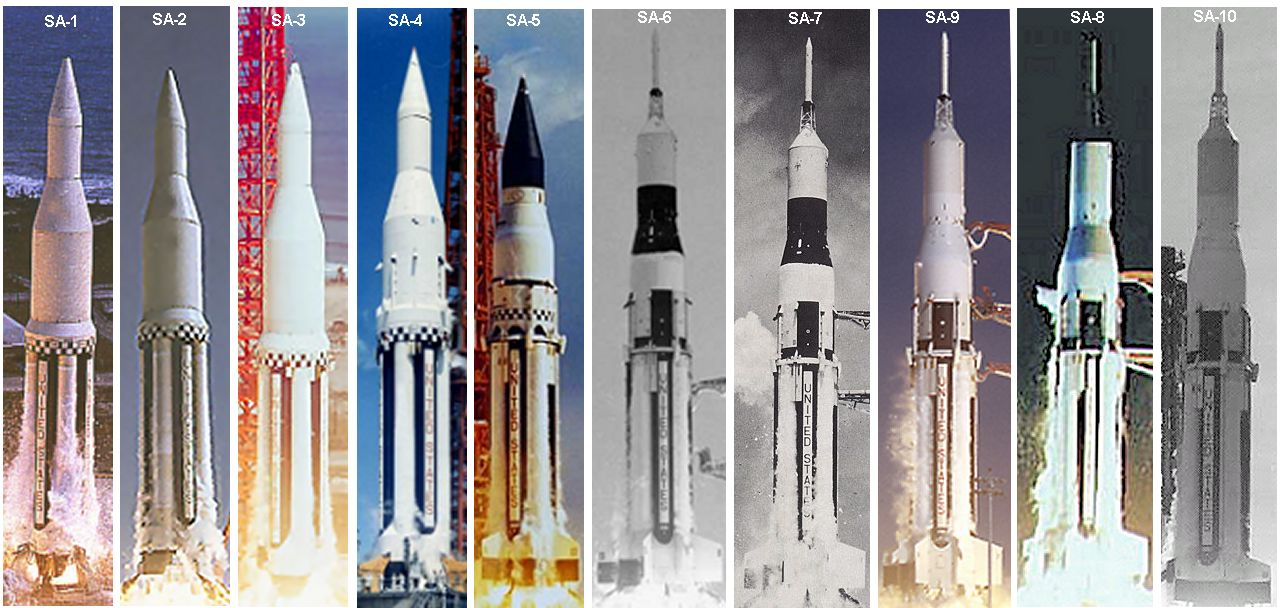
SA-1からSA-10までのサターンIの概観

| 発射番号 | 計画名      | 発射日時        | 特記事項 |
| -------- | ----------- | --------------- | --- |
| SA-1     | アポロSA-1  | 1961年 10月27日 | サターンI初の発射。高度136.5km、距離398kmの弾道飛行。重量52,500kg |
| SA-2     | アポロSA-2  | 1962年 4月25日  | 高度145kmの弾道飛行。重量86,000kg。ハイ・ウォーター計画を実施。 |
| SA-3     | アポロSA-3  | 1962年 11月16日 | 高度167kmの弾道飛行。重量86,000kg。ハイ・ウォーター計画を実施。 |
| SA-4     | アポロSA-4  | 1963年 3月28日  | 模擬のS-IVを搭載しての飛行。高度129km、距離400km |
| SA-5     | アポロSA-5  | 1964年 1月29日  | 第二段S-IVを搭載しての初の飛行。遠地点760km、近地点264kmの地球周回軌道。衛星重量17,550kg。 大気圏再突入は1966年4月30日                                                               |
| SA-6     | アポロA-101 | 1964年 5月28日  | 模擬の司令船を搭載しての初の飛行。遠地点204km、近地点179kmの地球周回軌道。衛星重量17,650kg。 大気圏再突入は1964年6月1日                                                              |
| SA-7     | アポロA-102 | 1964年 9月18日  | 模擬の司令船を搭載しての二度目の飛行。遠地点203km、近地点178kmの地球周回軌道。衛星重量16,700kg。 大気圏再突入は1964年9月22日                                                         |
| SA-9     | アポロA-103 | 1965年 2月16日  | 宇宙塵計測衛星ペガサスを搭載しての初の飛行。遠地点523km、近地点430kmの地球周回軌道。衛星重量1,450kg。 ペガサスの大気圏再突入は1978年9月17日、司令船の大気圏再突入は1985年7月10日     |
| SA-8     | アポロA-104 | 1965年 5月25日  | 宇宙塵計測衛星ペガサスを搭載しての二度目の飛行。遠地点594km、近地点467kmの地球周回軌道。衛星重量1,450kg。 ペガサスの大気圏再突入は1979年11月3日、司令船の大気圏再突入は1989年7月8日  |
| SA-10    | アポロA-105 | 1965年 7月30日  | 宇宙塵計測衛星ペガサスを搭載しての三度目の飛行。遠地点567km、近地点535kmの地球周回軌道。衛星重量1,450kg。 ペガサスの大気圏再突入は1969年8月3日、司令船の大気圏再突入は1975年11月22日 |